# معركة سرت (2015)
معركة سرت تدل على المعركة التي وقعت في ربيع 2015، بمنطقة سرت، ليبيا ما بين تنظيم الدولة الإسلامية (داعش) وقوات درع ليبيا. قوات الدولة الإسلامية كانت متواجدة بالمدينة قبل سقوط النوفلية. بعد أن سيطرت قوات الدولة الإسلامية على النوفلية، الحكومة الواقعة في طرابلس قررت إرسال تعزيزات لإستعادة سرت.

## المعركة
بدأ القتال في 14 مارس 2015، بين قوات الدولة الإسلامية وقوات درع ليبيا، لم تعطى أي حصيلة وفيات في البداية، لكن الاشتباكات وصفت بالعنيفة وتوقفت عند الغسق. وكان من بين القتلى أحمد الرويسي، القيادي التونسي بالدولة الإسلامية.
في 18 مارس، 12 من جنود حكومة طرابلس قتلوا خلال المعركة ضد مقاتلي الدولة الإسلامية؛ 10 منهم في النوفلية وأثنان في بن جواد.
في 25 مارس، هاجمت الدولة الإسلامية نقطة تفتيش للكتيبة 166، التي تبعد 15 كيلومتر غرب سرت، وقتلت 5 من عناصرهم.
لاحقًا على مدى شهرين، اندلع قتال متقطع حول سرت. في 20 مايو، هاجمت قوات الدولة الإسلامية مجددًا تمركز الكتيبة 166. بحسب فجر ليبيا، قتل 23 من قوات الدولة الإسلامية وجندي واحد. في 28 مايو سيطرت الدولة الإسلامية قاعدة القرضابية الجوية ومشروع مياه النهر الصناعي العظيم خارج سرت عندما إنسحبت قوات فجر ليبيا. خلال أيام قليلة، إنسحبت قوات فجر ليبيا من مواقعها التي تبعد 12 ميلاً غرب سرت، بعد أن تقدمت قوات الدولة الإسلامية شرقًا، جنوبًا وغربًا.